# Ribes dugesii
Ribes dugesii là một loài thực vật có hoa trong họ Grossulariaceae. Loài này được Greenm. miêu tả khoa học đầu tiên năm 1903.